# Winthrop (Massachusetts)
Winthrop es una ciudad ubicada en el condado de Suffolk en el estado estadounidense de Massachusetts. En el censo de 2010 tenía una población de 17.497 habitantes y una densidad poblacional de 812,07 personas por km².

## Geografía
Winthrop se encuentra ubicada en las coordenadas 42°22′32″N 70°58′14″O / 42.37556, -70.97056. Según la Oficina del Censo de los Estados Unidos, Winthrop tiene una superficie total de 21,55 km², de la cual 5,12 km² corresponden a tierra firme y (76,26%) 16,43 km² es agua.

## Demografía
Según el censo de 2010, había 17.497 personas residiendo en Winthrop. La densidad de población era de 812,07 hab./km². De los 17.497 habitantes, Winthrop estaba compuesto por el 91,76% blancos, el 2,01% eran afroamericanos, el 0,17% eran amerindios, el 1,21% eran asiáticos, el 0,04% eran isleños del Pacífico, el 2,91% eran de otras razas y el 1,9% pertenecían a dos o más razas. Del total de la población el 6,09% eran hispanos o latinos de cualquier raza.